# 克里斯·布卻克

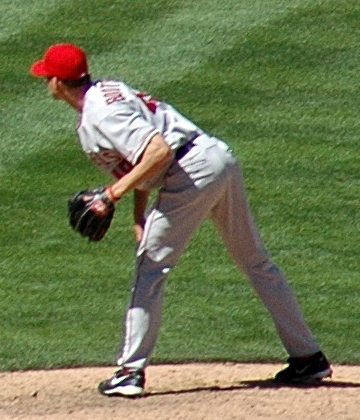
克里斯·布卻克

克里斯多福·布蘭登·"克里斯"·布卻克（英語：Christopher Brandon "Chris" Bootcheck, 1978年10月24日—)生於美國印第安那州的拉波提（LaPorte）。他目前是美國職棒大聯盟洛杉磯安那罕天使的投手，多半擔任中繼的工作。2003年9月9日他初次在大聯盟登板主投。

## 外部連結
- 克里斯·布卻克在美國職棒官網（英语）
- 克里斯·布卻克在日本職棒官網（英语）
- 克里斯·布卻克在韓國職棒官網（投手）（英语）
- 克里斯·布卻克在Baseball-Reference.com（大聯盟）（英语）
- 克里斯·布卻克在Baseball-Reference.com（小聯盟以及海外聯盟）（英语）
- 克里斯·布卻克在ESPN（MLB）（英语）
- 克里斯·布卻克在FanGraphs.com（英语）
- 克里斯·布卻克在Retrosheet（英语）
- 克里斯·布卻克在The Baseball Cube（英语）